# Półtoraroczny Patryk
Półtoraroczny Patryk (szw. Patrik 1,5) – szwedzki komediodramat z 2008 roku w reżyserii Elli Lemhagen, z Gustafem Skarsgårdem i Torkelem Peterssonem obsadzonymi w roli pary gejów, którzy adoptują nastoletniego homofoba (Tom Ljungman).

## Produkcja
Zdjęcia kręcono w Uddevalla i Vänersborg.

## Obsada
- Gustaf Skarsgård − Göran Skoogh
- Torkel Petersson − Sven Skoogh
- Tom Ljungman − Patrik Eriksson
- Amanda Davin − Isabell
- Annika Hallin − Eva
- Jacob Ericksson − Lennart Ljung
- Anette Sevreus − Louise Ljung
- Mats Blomgren − Jan Åström
- Malin Cederblad (w czołówce jako Malin Cederbladh) − Monika Åström
- Antti Reini − Tommy Karlsson
- Mirja Burlin − Carina Karlsson
- Vilde Helmerson − Lillebror Karlsson
- Patrik Rydmark − Storebror Karlsson

## Nagrody i wyróżnienia
- 2009, Mezipatra Queer Film Festival:
  - nagroda publiczności dla najlepszego filmu (nagrodzona: Ella Lemhagen)
- 2009, Verzaubert − International Gay & Lesbian Film Festival:
  - nagroda Rosebud w kategorii najlepszy film fabularny (Ella Lemhagen)
- 2009, San Francisco International Lesbian & Gay Film Festival:
  - Nagroda Audiencji w kategorii najlepszy film fabularny (Ella Lemhagen)
- 2009, Guldbagge Awards:
  - nominacja do nagrody Guldbagge w kategorii najlepszy aktor (Gustaf Skarsgård)
  - nominacja do nagrody Guldbagge w kategorii najlepszy aktor drugoplanowy (Torkel Petersson)
- 2011, GLAAD Media Awards:
  - nominacja do nagrody GLAAD Media w kategorii wybitny film − wydanie (DVD − przyp.) limitowane